# ケムリクサ
『ケムリクサ』は、同人サークル「irodori」によって2010年から2012年にかけてニコニコ動画に投稿された日本のオリジナルアニメ作品、およびその設定を元に再構成され、2019年1月から3月にかけて放送されたヤオヨロズ制作によるテレビアニメ作品。なお、テレビアニメ放送と同年、2019年の4月3日にはニコニコ動画とYouTubeにて12.1話が公開される。

## あらすじ
薄暗く赤い霧が立ち込め、廃墟が広がる世界。りん、りつ、りなたち姉妹は赤虫（あかむし）と戦いながら水を探して生きていた。ある日、姉妹は記憶喪失の青年わかばと出会う。りんたちはわかばがムシではないかと疑いつつも行動を共にする。

## 登場人物
担当声優は、自主制作 / テレビアニメの順（併記のない場合はテレビアニメのみ）。
姉妹はそれぞれ特出した感覚があり、それ以外の感覚はあまり強くはないという描写がある。
りん
声 - 琥遥ひより / 小松未可子
実質の主人公。ライダースーツにも似た身体にフィットしたつなぎを着ており、髪を逆立ったポニーテール状に結い上げている。
身体能力が発達していることから生き残っている姉妹の中で最も戦闘能力が高く、ムシとの戦闘は主に彼女が担当する。また、後述するりょくから発達した視力をも受け継いでいる。
通常サイズのムシ相手なら、彼女1人で倒してしまうことが出来る。
ケムリクサによる攻撃だけでなく人間離れした身体能力から繰り出される徒手格闘にも優れ、また車輌1つを引き上げてしまうほどの怪力も持つ。
男性的な口調で警戒心や責任感が強く、りなこの死亡は自分のせいだと抱え込むところもある。
姉妹を想う気持ちが非常に強く、自身を犠牲にしてでも「残りの時間を好きに過ごして欲しい」と考えていた。
そのため、自分自身の「好き」な事を見付けられていない。
第1話の時点では既に水が尽きかけており「一島」で果てる覚悟だったが、わかばの出現などを切っ掛けにもう一度水の豊富にある新天地を探す事を決意する。
わかばが現れた当初は彼をムシ扱いして早々に処理しようとする。しかし初めて協力してムシを倒して以来、わかばを前にすると顔の火照りや息苦しさなどを感じるようになる。これまでにない原因不明の症状に戸惑いながらも「毒かも知れない」と認識して納得している。
自主制作アニメ版での漢字表記は「凛」。
りつ
声 - kokko / 清都ありさ
頭に猫耳がついており、くせのあるロングヘア、巫女服のようなものを着ており手足が露出していない。「姉さん」と呼ばれている。
聴覚が発達しており、ムシの動きだけでなく「人の音」や「木の音」など物質を音で認識することもできる。語尾に「ニャ」とつける。
第1話の時点でかなりやつれた顔付き（前日譚にあたる「趣味のアニメ」の頃は健康的な表情であった）をしており、力を使う際りんに何度も心配されたり赤霧を吸い込んで咳き込むなど弱っている様子が見られる。
「ミドリ（ちゃん）」と呼ぶ樹のようなものを非常に気に入って育てており、またそれを自在に操り、瓦礫を持ち上げたり伝声管や車体の動力にするといった様々な活用をしている。
長く戦う事は困難ではあるものの、10話では根を広範囲に伸ばした上で複数の赤虫を棘で貫く大技も披露している他、徒手空拳にも通じている。
移動の際も枝や根に見える部分を伸ばし、それに乗って移動する。
3人の中では最もわかばに対しての扱いが優しく、一番早く警戒を解いている。
自主制作アニメ版での漢字表記は「律」。
りな（りなっち、りなじ、りなぞう、りなよ、りなこ、りなむ）
声 - 桜音恋 / 鷲見友美ジェナ
全員が同じ姿をした少女。メイド服のような衣装に身を包み、ツインテールのやや幼い少女の容姿をしている。
天真爛漫な性格で、ムードメーカー的存在。「ナッ！」という語尾が特徴。
元々は1人の「りな」という人物だったが、姉妹が亡くなって人手が足りなくなったためか、能力を使って分裂した（その際、個々の能力や体格が落ちてしまっている）。分裂当初は6人いたが、このうちりなぞうは本編開始前に死亡、りなこは第1話でムシと相討ちとなり消滅した（その際枯れ木のような音を出している）。
りなむだけは終始眠って（緊急時に目覚める描写もある）おり、他の「りな」が栄養を分け与えている。
廃材などを食べる事ができ、溜め込んだそれを体内から取り出して戦う事も可能。
エプロンドレスの裾の部分についている丸い物は取り外しが可能で、自発的に移動させ誘導に使用したりそのまま食べる事もできる。
姉妹の中では末っ子的な立ち位置であるらしく、新入りのわかばにお姉さんぶっている。
自主制作アニメ版での漢字表記は「鳴」（「なり」の逆読み）。また、七人目の「りなな」が登場する。
わかば
声 - 方広寺悠宇 / 野島健児
第1話で発見した水源の水を吸い上げていた時、その中から現れた少年。
茶色がかったくせのある髪型で、緑と白を基調にしたTシャツ状の服を着ている。
彼のみ過去の同人アニメとは容姿がかなり変わっており、そちらでは短髪で、青年ほどの年齢だった。
性格は温厚で、姉妹に対する態度も非常に融和的だが、「血が赤い」事などを理由にりん達にはムシだと警戒されている。
だが、りんが処理しようと使ったケムリクサは効かず、逆に傷が治癒された。
過去の記憶をほとんど持っておらず、それも相まって好奇心の塊といった性格。とりわけケムリクサには強い興味を示し、ミドリを育てているりつとは気が合う。
ケムリクサ採取に没頭するあまり、周りが見えなくなってしまい迷子になる事も。「めっさ気になる」が口癖。
性格としては臆病な部類だが、姉妹の形見を取るために赤霧が充満する穴に飛び込む、ムシによる攻撃に対し危険をかえりみず姉妹の盾になるなど、時折勇敢さも見せる。
戦闘能力そのものはないが、集めたケムリクサを使い「ヌシ」の攻撃を誘導・妨害する活躍を見せ、りくに出会ってからは特にアオのケムリクサで盾を作るのが得意になっている。
姉妹達には劣るが、彼自身かなり重い物を持ち上げる事ができる。
また、姉妹達と違い特出した感覚はないが、逆に弱い感覚もなく、なぜかムシが出現する前にそれを察知できる。
りく
声 - 桜音恋 / 天沢カンナ
りん達の姉妹のひとり。第5話終盤にて1人迷子になっていたわかばの前に現れる。りょう、りょく、りくの3人は本編開始時点で既に死亡したとされていたが、第9話にて3人が1つのケムリクサを共有していることが判明した。彼女たちの遺物のような黒い結晶状の物体が電車内で保管されている。
黒いコート、フード、スパッツに、赤いマフラーと、シースルーのスカートを着用している。尖った歯が特徴で、目つきが悪く口調や性格も荒い。
触覚や痛覚が強いためケムリクサを操るのが得意であり、電撃を発するなど攻撃は多彩。ただ、壁を操作する事はできなかった。
りん同様初対面のわかばをムシと判断して攻撃してきたが、りつ達の連れとわかってからは打ち解けてケムリクサの操作のコツを伝授した。
六島内で「あれ」と呼ぶ存在を調査していた。
りつからは「りく姉」と呼ばれている。
自主制作アニメ版での漢字表記は「陸」。
りょう
声 - 三村ゆうな
姉妹たちの中では最も先に目覚めたらしく、長女を名乗っている。二体目のヌシとの戦いで命を落とした。嗅覚が発達しており、先の曲がったパイプのようなものを武器として使う。
戦闘能力はかなり高いらしく、わかばと出会った際も倒した赤虫を軽く投げ捨てていたほどだが、彼女曰く「本当に強いのはりん」との事。
強い相手と戦いたい気持ちが強く、りょくには「戦闘狂」呼ばわりされていた。
自主制作アニメ版では設定のみの人物で漢字表記は「稜」。
りょく
声 - 関根明良
眼鏡をかけたセーラー服姿。世界の成り立ちについての興味や好奇心が強く、姉妹の中では唯一文字の読み書きができる。彼女の葉は現在りんが持っており、視覚に優れた能力もりんに継承されている。
わかばが読んでいるダイダイに書かれた平仮名のメモは彼女の日記のようなものであり、「このせかいのしくみについて」を調べていた。
自主制作アニメ版では設定のみの人物で漢字表記は「綠」（「緑」の異字体）。
りり
声 - 小松未可子
りんの「記憶の葉」のロックを解除して視界に投影された映像にあらわれた少女。小柄で幼いが、ケムリクサの操作に長けている。ワカバによれば一度死んだあと、「転写」され人間の姿で蘇ったらしい。一緒に暮らすワカバが研究で忙しそうにしているので、種類の違うケムリクサを合成してケムリクサを止める赤いケムリクサを作ったが、急成長して赤霧を出す巨木になってしまう。ワカバが作った壁に隔離されていたが、ワカバを探すためケムリクサで自分を分割して大人になろうと決意。「ダイダイ」に「分割後の私へ」という文章を書き残したが、ワカバが死んだと気づき、ワカバについての記述を消して「すきにいきてもらえるとうれしい」と書き換え、分裂して姿を消した。「さいしょのひと」は彼女のこと。
ワカバ
声 - 野島健児
記憶の葉の映像にあらわれた青年。わかばそっくりで白衣を羽織っている。地球外から来たケムリクサの研究者で、巨大なバケットホイールエクスカベーターのような重機を使って地球文化財の途中経過を転写する仕事をしている。仕事の途中りりを発見した。明るく好奇心が強く、りりの才能も評価している。りりの赤いケムリクサが暴走すると彼女を壁の向こうに隔離し、赤霧の中に飛び込み行方不明になった。
シロ
声 - 小松未可子
第4話で倒したヌシの残骸の中から現れた円盤状の自律型四足歩行ロボット。わかばはシロ、りなはシロイノと呼んでいるが正式名称は不明。同型及び少し小型の個体も各地に多数存在する模様。
「ピッ！」という音声を発するのみで言葉は話さないが、上面にあるポップアップ式モニタに3行の短い文字列を表示することができるため、文字の読めるわかばとは会話が可能。姉妹とのコミュニケーションに顔文字を使うことも。
わかばを「船長」として認識している節があり、彼が「タスカル」ことを積極的に実行しようとしている。一行が必要としていた地図をどこからか入手し、八島まで追いかけてきて一行に合流した。
ななし
自主制作版における設定のみの人物。凛（りん）達の姉妹のひとり。
この人物の存在により自主制作版における姉妹はテレビアニメ版より一人多い七名。
「さいしょのひと」から記憶を受け継ぎ、生まれるとほぼ同時に自殺したとされる。
テレビアニメ版では姉妹のひとりが所持している封印された「記憶の葉」「さいしょのひとの葉」であり、独立したキャラクターではない。

## 用語
赤虫（あかむし）
りん達を襲う謎の存在。通称「ムシ」。機械的にも見える黒い身体に、血管か葉脈のような赤の模様が走っている。
ケムリクサを感知して攻撃する習性があり、姉妹の「本体」を破壊するために襲ってくる。
小型のものから中型～大型まで様々なサイズがあり、大きさに比例して戦闘力も高い。
非常に巨大で攻撃も強力な「ヌシ」と呼ばれるものも存在し、生物のような悲鳴を発する事も。
負傷すると赤い血のようなものを流すため、これが原因でわかばはムシの仲間ではないかと疑われた。
しろむし
身体の形そのものは赤虫と似ているムシだが、色が全く違い襲ってくる事もないため無視されている。
赤虫を倒すとこれに似た姿になる事がある。
あかぎり
この世界に充満する赤い霧のような物質。吸い込むと良くないものらしく、強い熱を持っている。りんたちの体を溶かしたり、しろむしを赤虫に変化させる。また、ケムリクサの発育を阻害する効果を持つ。
壁
島と島の間を隔てる青色の構造物。その多くは過去の探索時に姉妹たちによって力づくで破壊されているが、実は一定の操作を行うことによって通過可能であることがわかばによって発見された。また、何らかの条件によって青い霧状のものを放出する。この霧を受けたしろむしは身体が黒色に、関節は青色に変化する。そして赤虫同様に攻撃的になる。なお、わかばたちが壁の中へ逃げ込んだ際に壁の内側までは追ってこず、壁の前で停止した。
ケムリクサ
生物の見当たらないこの世界において、採取できる数少ない植物様のもの。水をエネルギー源として様々な効果を発揮する。
葉の表面を強く押し込むことで「起動」し、浮かんでくる円状のボタンをタップすることによって効果範囲や出力を調整できる。
起動時および稼働中は光を発し、消耗すると穴が空きやがて消滅する。
いくつかの色があり、姉妹にはそれぞれ得意とする色のケムリクサがある。
多くのケムリクサは触覚を有するりく以外には扱えなかったが、起動方法を伝授されることによってわかばも利用できるようになった。
キイロ
イチョウの葉の形をした発光するケムリクサ。採取後も一定期間は機能が持続するため、明かりとして使われている。
キミドリ
山椒の葉のような細長い形状。磁場発生、放電、発熱を行う。劇中では一切名称が明かされなかったが、カードゲーム「プレシャスメモリーズ」にて初めて正式名称が判明した。
ミドリ
りつの「ミドリちゃん」から獲れる。
ケムリクサの中では比較的安全なものであり、赤虫への攻撃手段や治療薬として多用される。逆に、姉妹はミドリ以外のケムリクサを食べることを禁じている。
りん達が使うとエネルギー砲のようなものが発射され、攻撃に用いられる。わかばが使うと物が修復される。
アイ
錦魚葉椿のような形をした藍色のケムリクサ。水を張ったガラス鉢の中に浮かべてあり、頭は常に水のある方角を向いている。水源が近いと動きが活発になり、魚のように動き回る。
アオ
「壁」と同じ材料でできていると考えられるケムリクサ。ビームや電撃などによる攻撃をはね返す強力な盾として機能する。
ダイダイ
わかばがりつからもらった橙色のケムリクサ。わかばは「だいだいさん」と呼ぶ。りょくが日記として使用していた（前述の通りケムリクサを扱えるのは触覚を有するりくのみなので、使用する際の操作はりくに頼んでいる）。タップすると空中に複数枚のケムリクサが展開し、中に書いてある文字が読める。
ウスイロ
薄紫色を呈するケムリクサ。わかばの食料となるようで、枝付きのものを拾ったため車内装備のカンテラを植木鉢代わりにして育てている。
本体（仮称）
姉妹の体内に宿っているケムリクサ。色はマゼンタピンク。
このケムリクサが傷つかない限り姉妹は死ぬことはなく、水を摂取するだけで生存できるが、水が不足して葉が乾くと死に至る。
ミドリと同様に使用して身体能力を強化することができるが、体内の水を激しく消耗するため、事実上の自爆攻撃となる。
ムラサキ
詳細は不明だが、自立行動を行う。
モモ
複製能力。
アカ
りりが複数のケムリクサを混ぜ合わせて作り出した特殊なケムリクサで、あかぎりや赤い根を生み出した元凶。他のケムリクサの力を抑制する効果を持つ。ミドリによる攻撃が弱点だが、あかぎりの中ではケムリクサを発育することができないため、ワカバに「対処法詰んでる」と言わしめた。
その他
どくだみ型・ささ型などが存在するが名称不明。  
カンリ
わかばがムシたちに命令をする時に検出させる、水色のケムリクサ。

さいしょのひと
姉妹達はそれぞれ「さいしょのひと」の能力で分かたれた存在とされる。

## 自主制作アニメ
自主制作アニメーション集団irodoriにより、2010年から2012年にかけてニコニコ動画にて自主制作アニメが公開され、同年2月には同サイトとYouTubeにて長尺版が公開されていた。しかし諸般の事情により、2019年4月にニコニコ動画では第3話を含んだ長尺版全編が、YouTubeでは同じく第3話を含んだ長尺版後編が削除された。（irodoriの見解としては公開終了、又は「一区切り」）。総動画時間は約28分。
2012年の第24回CGアニメコンテストで作品賞を受賞した。
姉妹の名前に「凛」「律」「鳴」などの漢字が当てられている、ケムリクサがたばこに似た形状である、鳴（りな）が7人に分裂しているなど、テレビアニメとは異なる設定がある。
スタッフ
- 監督・アニメーション - たつき
- キャラクターデザイン・2D - 平安
- モデリング - タチ
- 背景美術 - ゆっこ
- 音 - ちゃぼ、かきね
- 制作 - irodori

エンディング「新世界へのプロローグ」
箸休/hashiyasume

## テレビアニメ
2019年1月から3月までTOKYO MXほかにて放送された。全12話。自主制作版の続編ではなく、一からの再制作となる。
アニメーション制作のヤオヨロズは2020年3月に解散したため、本作が事実上の最終作となった。

### スタッフ
- 原作・監督・シリーズ構成・脚本・コンテ・演出 - たつき[11][12]
- 作画監督 - 伊佐佳久[11][12]
- 美術監督 - 白水優子[11][12]
- 撮影監督 - 継岡夢月
- 編集 - irodori
- 音響監督 - 阿部信行
- 音楽 - 高橋哲也
- プロデューサー - 高木隆行、大森慎司、渡邉亜依、五十嵐和樹、本間裕之
- アニメーションプロデューサー - 福原慶匡[11][12]
- アニメーション制作 - ヤオヨロズ[11][12]
- 製作 - ヤオヨロズケムリクサプロジェクト[12]

### 主題歌
オープニングテーマ「KEMURIKUSA」（第2話 - 第12話）
作詞・歌 - ナノ / 作曲 - WEST GROUND / 編曲 - WEST GROUND、ZAI-ON
第2話では本編後に挿入された。
エンディングテーマ「INDETERMINATE UNIVERSE」（第1話、第3話 - 第12話）、「INDETERMINATRE UNIVERSE ケムリクサVer.」（第12話）
作詞・作曲・編曲 - ゆうゆ
歌 - ゆうゆ feat. ケムリクサ（通常版）
歌 - ゆうゆ feat. ケムリクサ りん（小松未可子）りつ（清都ありさ）りな（鷲見友美ジェナ）（ケムリクサVer.）
第1話は前奏のみ使用。第11話では先に間奏部分が流れた後、通常と同じエンディングテーマが流れる。 第12話ではサビの部分からケムリクサVer.となる。

### 前日譚・後日譚
TVその他での本放送を前に監督・たつきにより「趣味のアニメ」として、アニメの前日譚と後日譚にあたるエピソードが公開された。
| 話数   | 公開日         | 備考                                                            |
| ------ | -------------- | --------------------------------------------------------------- |
| -      | 2018年 8月31日 | 原作・監督・脚本のたつきのTwitter公開                           |
| 0.5話  | 9月30日        | 原作・監督・脚本のたつきのTwitter公開                           |
| 0.6話  | 10月31日       | 原作・監督・脚本のたつきのTwitter公開                           |
| 0.7話  | 11月30日       | 原作・監督・脚本のたつきのTwitter公開                           |
| 0.8話  | 12月31日       | 原作・監督・脚本のたつきのTwitter公開                           |
| 0.9話  | 2019年 1月2日  | 原作・監督・脚本のたつきのTwitter公開                           |
| 12.1話 | 4月3日         | たつきのTwitter、そしてirodoriのYouTubeとニコニコチャンネル公開 |

### 放送局
| 放送期間                | 放送時間                     | 放送局         | 対象地域 | 備考                                        |
| ----------------------- | ---------------------------- | -------------- | -------- | ------------------------------------------- |
| 2019年1月9日 - 3月27日  | 水曜 22:30 - 23:00           | TOKYO MX       | 東京都   |                                             |
| 2019年1月10日 - 3月28日 | 木曜 0:00 - 0:30（水曜深夜） | とちぎテレビ   | 栃木県   |                                             |
|                         |                              | サンテレビ     | 兵庫県   |                                             |
|                         | 木曜 0:30 - 1:00（水曜深夜） | BSフジ         | 日本全域 | 製作参加 / BS/BS4K放送 / 『アニメギルド』枠 |
|                         | 木曜 0:55 - 1:25（水曜深夜） | 北海道文化放送 | 北海道   | 製作参加                                    |
|                         | 木曜 1:00 - 1:30（水曜深夜） | チバテレビ     | 千葉県   |                                             |
|                         | 木曜 2:20 - 2:50（水曜深夜） | 三重テレビ     | 三重県   |                                             |
| 2019年3月5日 - 5月20日  | 火曜 2:00 - 2:30（月曜深夜） | 熊本放送       | 熊本県   |                                             |

インターネットでは同年1月9日よりAmazonプライム・ビデオにて独占先行配信。ニコニコ動画にて有料配信。

### BD
| 巻 | 発売日        | 収録話         | 規格品番 | 規格品番 |
| -- | ------------- | -------------- | -------- | -------- |
| 1  | 2019年3月29日 | 第1話 - 第4話  | MOVC-270 |          |
| 2  | 2019年5月31日 | 第5話 - 第8話  | MOVC-271 |          |
| 3  | 2019年7月26日 | 第9話 - 第12話 | MOVC-272 |          |

| BSフジ 木曜 0:30 - 1:00（水曜深夜） 枠         | BSフジ 木曜 0:30 - 1:00（水曜深夜） 枠 | BSフジ 木曜 0:30 - 1:00（水曜深夜） 枠 |
| 前番組                                         | 番組名                                 | 次番組                                 |
| ---------------------------------------------- | -------------------------------------- | -------------------------------------- |
| 通販番組枠                                     | ケムリクサ 【『アニメギルド』枠】      | 不定                                   |
| 北海道文化放送 木曜 0:55 - 1:25（水曜深夜） 枠 |                                        |                                        |
| INGRESS THE ANIMATION 【『+Ultra』枠】         | ケムリクサ                             | -                                      |

## 漫画
たつき本人が手がけるコミカライズ作品『ケムリクサ わかばメモ』が、『ウルトラジャンプ』（集英社）2019年2月号から4月号まで連載された。テレビアニメ版の主要キャラクターのひとりであるわかばを主人公に、ストーリーを別視点から描く。特異に見える事もあったわかばの行動原理もある程度補完されている。また、こちらは「ケムリクサ IROIROBOOK」に収録された。

## コラボレーション・展開
どん兵衛 × ケムリクサ「月見そば」
Episode.8の放送後、日清食品のカップ麺「どん兵衛 天ぷらそば」とのコラボCMを放映。あわせてどん兵衛公式サイトでもケムリクサコラボレーションページが公開された。
本編に先駆けて、キミドリのケムリクサを用いて水を温める描写がなされている。
プリンセスカフェ×ケムリクサ
2019年7月6日から16日まで大阪館、8月1日まで池袋新館、8月9日まで福岡館において、コラボカフェが開催され、コラボメニューやカフェ限定グッズが販売された。また、9月7日から23日まで好評につき秋葉原館でも追加開催された。
一番くじ×ケムリクサ
2019年8月9日より、一番くじにてケムリクサに登場するキャラクター「シロ」のぬいぐるみが景品となった。
ドン・キホーテ×ケムリクサ
2019年9月21日より、ドン・キホーテの一部店舗において限定グッズが販売された。